# Soldat de Waterloo

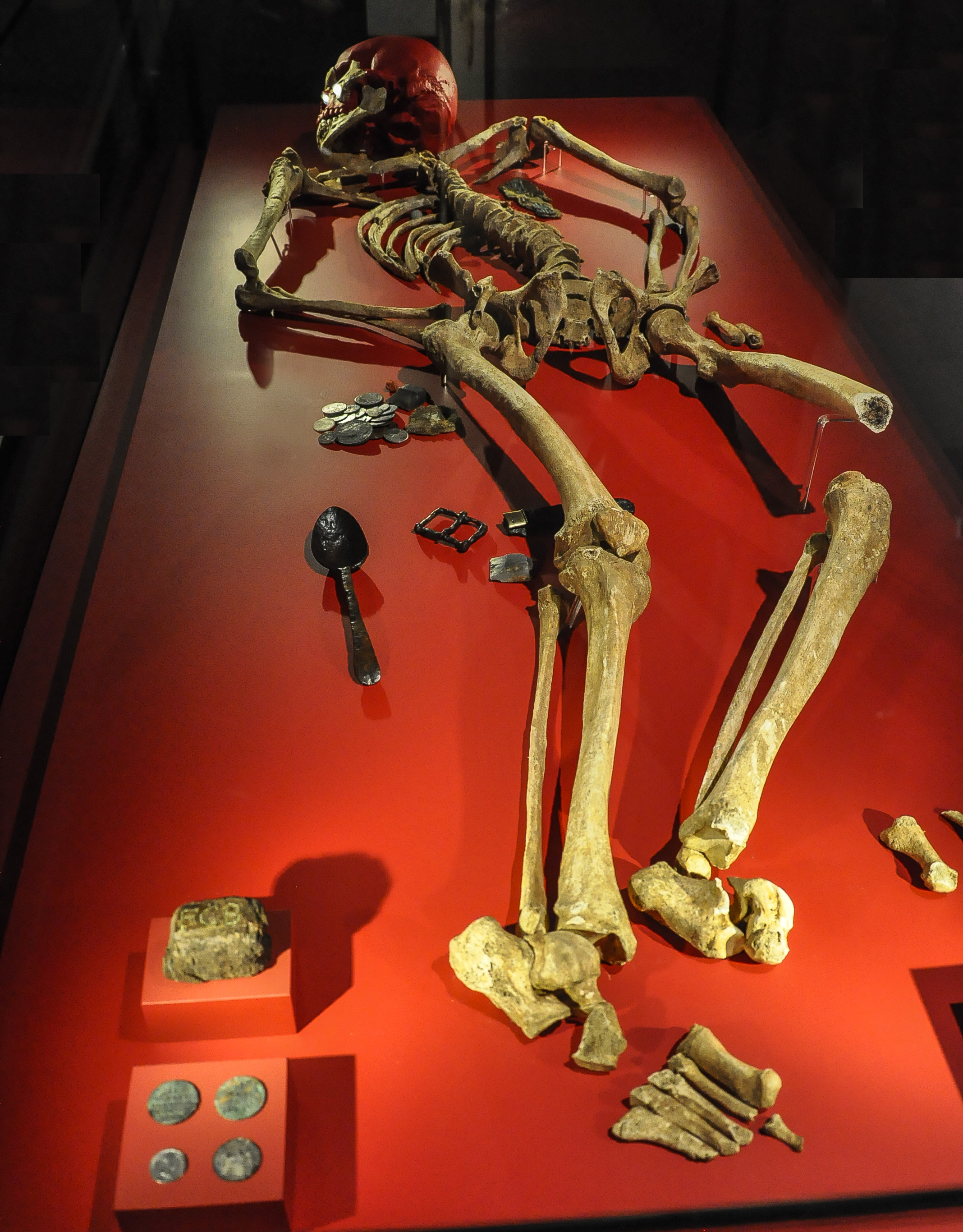
Le soldat de Waterloo.

Le Soldat de Waterloo est le squelette d'un soldat mort pendant la bataille de Waterloo le 18 juin 1815. Le squelette est conservé au Mémorial Waterloo 1815. 
Il a été découvert en 2012 lors de fouilles archéologique menées sur le site de construction d'un nouveau parking créé à l'approche du bicentenaire de la bataille en juin 2015.
On pense que les restes sont ceux d'un soldat de 23 ans originaire du Hanovre combattant dans la Légion allemande du roi d'Angleterre (la King's German Legion), composée de Hanovriens exilés qui ont combattu dans l'armée du duc de Wellington.

## Contexte
La découverte est unique en son genre, aucun autre squelette n'ayant jusqu'alors été retrouvé sur le site du champ de bataille, sauf un faux : avant cette découverte, selon Dominique Bosquet, du service de l'archéologie en province Brabant wallon, « Un seul cas de squelette complet de soldat tombé à Waterloo était connu et il se trouve que des analyses ADN ont montré qu’il s’agit d'un faux composé des squelettes de deux personnes différentes »,,.
Les archéologues ne découvrent que très rarement un squelette datant de l'époque de la bataille de Waterloo, et encore moins un squelette complet. Cela est dû à une habitude très répandue dans les années 1830 et 1840 : les os humains étaient considérés comme un excellent engrais pour le sol afin de faire pousser des cultures, avec pour conséquence que la région autour de Waterloo était intensivement fouillée pour trouver des squelettes de soldats. Les fosses communes étaient pillées, les os étaient broyés et la poudre était vendue aux agriculteurs,,,. L'historien John Sadler déclare que « Beaucoup de ceux qui sont morts ce jour-là à Waterloo ont été enterrés dans des tombes peu profondes, mais leurs corps ont ensuite été déterrés et leurs squelettes ont été emportés. Ils ont été broyés comme engrais et ramenés chez eux pour être utilisés sur les cultures anglaises ».
Les compagnies de fabricants d'engrais ont razzié d'autres champs de bataille napoléoniens comme Austerlitz et Leipzig, où les os des soldats et des chevaux tombés au combat ont été enlevés et expédiés, généralement à Hull, puis à des broyeurs d'os, dont beaucoup à Doncaster,,,.
Cela s'est finalement arrêtée dans les années 1860 après qu'un journal du Yorkshire ait mené une campagne critiquant cette pratique.

## Découverte du squelette
Le squelette a été trouvé le 5 juin 2012 dans l'une des 120 tranchées de sondage qui ont été creusées par le Service de l'archéologie du Département du patrimoine de la Région wallonne lors d’une campagne de sondages archéologiques préventifs menée avant les travaux de réaménagement du site et la construction du nouveau parking de 3 hectares prévu dans les aménagements liés au bicentenaire de la bataille de Waterloo,,,,.
Ces 120 tranchées représentaient 10 % de la surface totale du parking.
Le squelette gisait dans la tranchée D39, située à 500 m au nord-ouest de la Butte du Lion. À cet endroit se tenait l'arrière-garde des Alliés, vers 7 heures du matin, quatre heures avant le début de la bataille. Le site est situé à quelques centaines de mètres de la Ferme de Mont-Saint-Jean, qui abritait ce jour-là un hôpital de campagne anglais (l’infirmerie de l’armée du duc de Wellington), et à proximité des troupes des Pays-Bas unis, du Hanovre (la King's German Legion) et du Brunswick,,.
Une balle de plomb trouvée à hauteur du poumon droit a très probablement été la cause de la mort et a, dès le début de la fouille, laissé supposer que le squelette appartenait à un soldat mort au cours de la bataille de Waterloo.

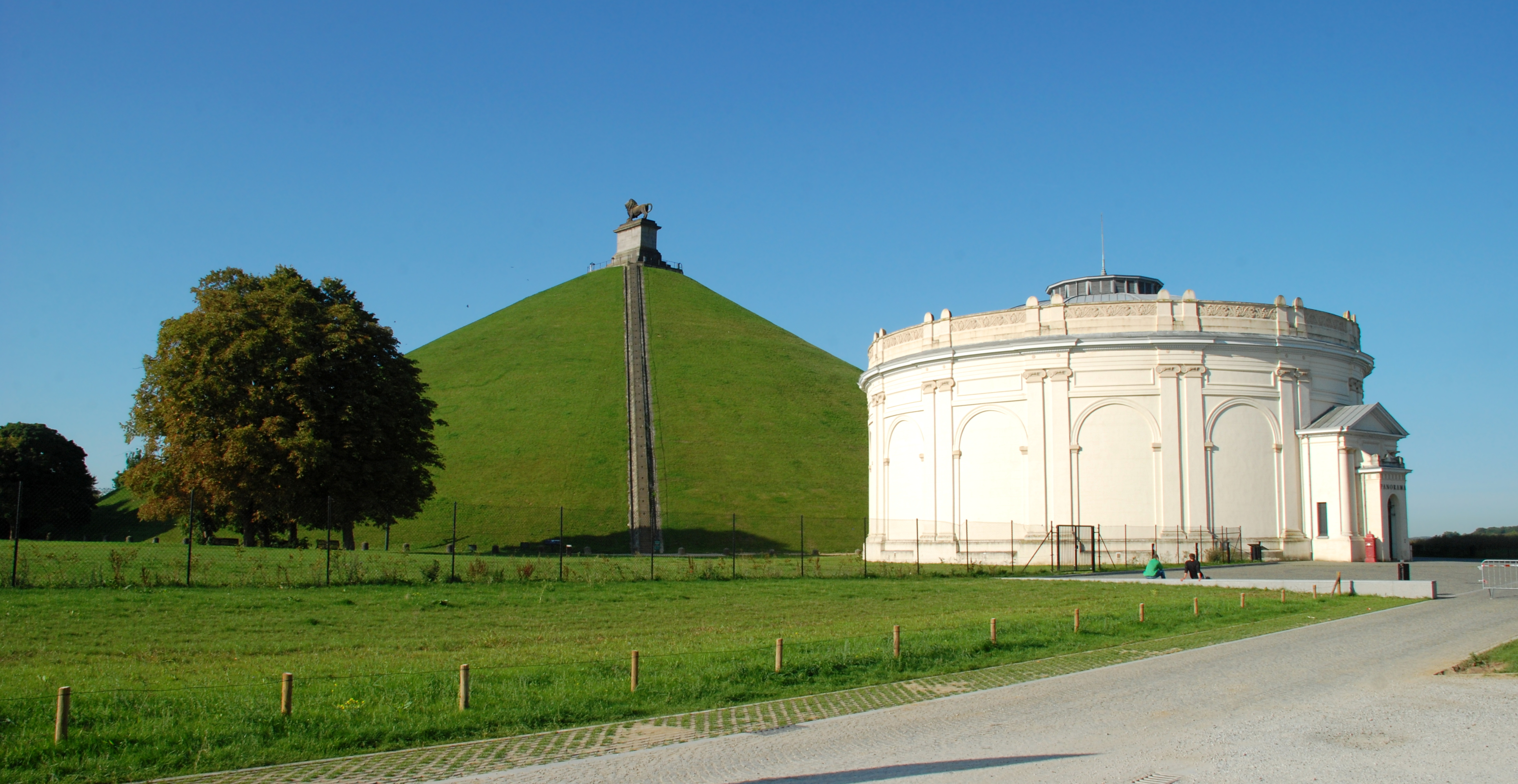
La Butte du Lion et la rotonde du Panorama de la bataille de Waterloo, au nord-ouest desquels le squelette a été découvert.
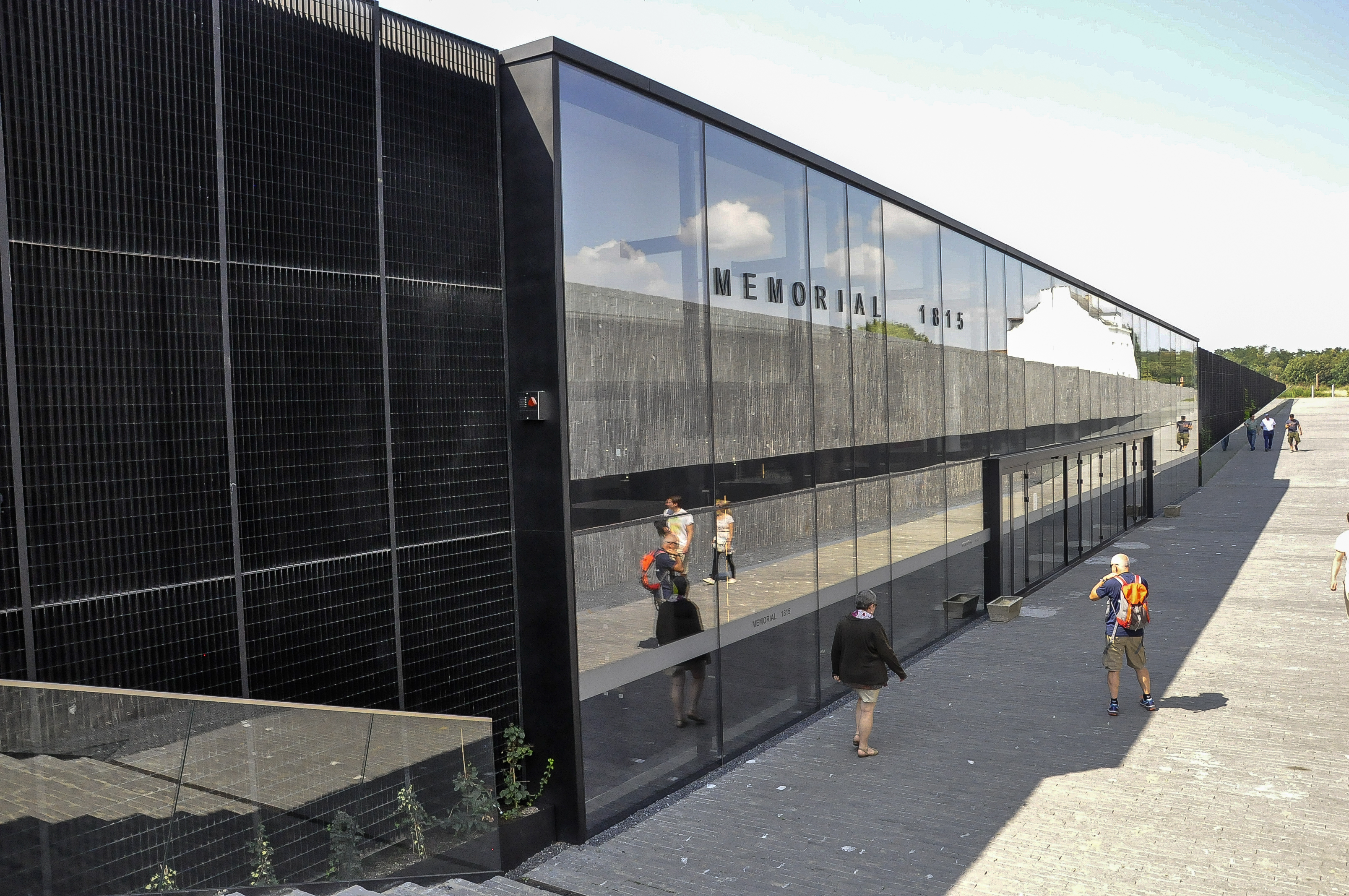
Le Mémorial Waterloo 1815 où le squelette est conservé.

## Examen du squelette
La dépouille, qui aurait échappé au pillage selon le service d'archéologie de la province du Brabant wallon, reposait à une profondeu de 80 cm.
Bien qu'un certain nombre d'os aient disparu, rien ne suggère que cela soit dû à une amputation ou à une blessure : le crâne, le genou et le pied gauche ont été endommagés par la pelleteuse lors de la fouille avant que les ouvriers ne se rendent compte de leur trouvaille, alors que le pied droit et les mains semblent avoir été déplacés antérieurement par le charruage agricole,. 
Les examens anthropologique et archéologique ont montré que l'homme portait très probablement un pantalon et une chemise. L'absence de boutons métalliques indique par contre que le soldat ne portait pas de veste d'uniforme lorsqu'il a été enterré : il est possible que celle-ci ait été enlevée pendant l'examen de sa blessure. Le fait que le cadavre n'a été dépouillé que de ses possessions militaires (veste d'uniforme, armes) alors que d'autres objets ont été trouvés près de lui semble indiquer que l'homme a été enterré à la hâte, comme si l'un de ses camarades de régiment l'avait rapidement enterré pour le protéger des pilleurs   ,,,.
L'examen du bassin indique un homme âgé de 23 à 25 ans : cette conclusion est étayée par l'observation du sacrum dont le développement n'était pas encore achevé, ce qui indique que la croissance n'était pas terminée. Les dimensions du fémur de l'individu indiquent une taille d'environ 1,61 m,.
Le soldat était d'une morphologie relativement frêle et légèrement bossu, ce qui aurait dû le faire réformer dans n'importe quelle armée moderne,,.
Ses dents étaient usées, vraisemblablement par l'ouverture des cartouches de poudre emballées dans du papier.

## Objets
Plusieurs objets ont été trouvés contre le squelette ou à proximité de celui-ci. Ils sont d'un grand intérêt pour la reconstruction du passé du soldat.

### Balle de plomb
Juste entre les côtes, on a trouvé une balle en plomb d'un diamètre de 16,4 mm et d'un poids de 23 g. Il ne fait aucun doute que ce projectile a été tiré par un fusil français. Ce genre de balle a été conçu pour le mousquet français de 1777. Les balles anglaises avaient un plus grand calibre : elles pesaient 32 g et avaient un diamètre de 19 mm. Il est également certain que la balle a été mortelle et que la personne blessée a été transportée à l'écart du front car elle n'aurait pas pu le faire de ses propres moyens.

### Morceau de tissu
Au cours de l'examen, on a trouvé un morceau de tissu de fabrication anglaise avec un mode de tissage typiquement anglais. Il s'agit très probablement d'un fragment de veste d'uniforme ou de tapis de selle.

### Bourse et pièces de monnaie
Près du bassin du squelette, 28 pièces de monnaie ont été trouvées, auxquelles étaient collés trois morceaux de tissu. Des perles de verre étaient cousues sur deux des morceaux de tissu. L'une des pièces provenait d'Autriche, tandis que deux pièces au moins ont été frappées dans la Principauté de Hanovre. Huit pièces ont été frappées à Paris et une pièce de 12 deniers français a été fabriquée à Lille en 1791-1792, c'est-à-dire pendant la Révolution française. Une des pièces de monnaie circulait dans la Principauté de Brunswick depuis plus d'un siècle.

### Autres objets
D'autres objets ont été découverts près du squelette, comme deux pierres à fusil neuves en silex, une petite boulette en matière rouge composée de cinabre (un sulfure de mercure utilisé comme pigment ou en médecine), une cuillère en fer, un fragment de boîte en bois portant les lettres « FCB » ainsi que la date « 1792 », une boucle en fer et un canif,,,,,.
Les deux silex correspondent aux dimensions des mousquets de l'armée britanniqu,, à laquelle étaient intégrés les Hanovriens.
La date « 1792 » pourrait être la date de naissance du soldat, qui serait mort à 23 ans à Waterloo, en accord avec l'analyse anthropologique mentionnée plus haut.

## Conclusions

### Nationalité hanovrienne
À cause des pièces étrangères en sa possession, le soldat n'aura certainement été ni un Français ni un Britannique. Par contre, les monnaies françaises ont circulé parmi les troupes du Hanovre en même temps que les monnaies de leur propre pays et des états environnants, dont le Brunswick : les pièces trouvées semblent donc indiquer que le soldat a combattu sous le drapeau de la Principauté de Hanovre,.

### Hypothèse sur l'identité
L'historien amateur, gallois Gareth Glover, spécialiste de Waterloo, a été plus loin en avançant l'identité du soldat décédé en consultant des archives : pour lui, il s'agirait de Friedrich Brandt, 23 ans, un soldat de la King's German Legion, une unité composé de Hanovriens (Allemands) fidèles au roi d'Angleterre et électeur de Hanovre George III,,,,,,.
Glover n'a pu trouver que trois soldats allemands possédant les initiales « F B » (aucune initiale intermédiaire n'est enregistrée dans les archives) : le premier a combattu dans un autre secteur du champ de bataille, le second serait mort de ses blessures près de Bruxelles au mois d'août 1815, plus d'un mois après la bataille, et il ne reste donc selon Glover qu'un candidat : Friedrich Brandt,,,,,,,.
« On ne peut pas être sûr à 100% qu'il s'agit du squelette de Friedrich Brandt, mais avec les informations dont nous disposons, c'est le candidat le plus probable », explique l'historien,,,,,. « D'un point de vue purement scientifique, identifier cette personne ne sera jamais possible pour moi », a lui-même admis Gareth Glove : « c'est un scénario parmi cent ».

## Controverse
Les restes sont exposés depuis le 23 mai 2015 au Mémorial Waterloo 1815. La décision de montrer les restes dans une vitrine a choqué certains historiens britanniques, comme Tony Pollard qui a tweeté : « C'était un soldat. Il est mort au combat. Il mérite une tombe ». L'historien militaire Rob Schäfer a déclaré : « Il peut rentrer chez lui à Hanovre... un enterrement en Angleterre serait formidable. Tout sauf être dans une vitrine ».
Du côté belge, l'institution insiste sur le fait que l'identité du soldat mort est inconnue (puisque l'hypothèse de l'historien amateur Glover n'est pas démontrée), et la décision est justifiée comme suit : « La question relative à sa présence dans le mémorial a fait l'objet de discussions au sein de l'équipe chargée de la conception, de même qu'entre les différents chercheurs qui se sont penchés sur sa personne. À terme, il a semblé que le plus bel hommage qui puisse lui être rendu était de le considérer, dans le respect auquel il a droit et que la présentation muséale a cherché à assurer, comme le porte parole anonyme et silencieux des dizaines de milliers d'hommes qui périrent ce jour-là dans les mêmes circonstances dramatiques ».
Gareth Glover souligne que le corps « reste anonyme car les archéologues belges ne sont pas d'accord avec le fait que la boîte [en bois] appartenait de façon claire au squelette ; bien qu'ils n'expliquent pas pourquoi elle a été placée dans le sol avec la sépulture individuelle si elle n'était pas sa propriété ».